# Punta de Choros
La caleta Punta de Choros es una caleta pesquera de pescadores artesanales ubicada en el norte de la región de Coquimbo, Chile. Está próxima a la isla Choros, de la cual se desprende su nombre.

## Economía y turismo
Es un pueblo turístico cuyo atractivo turístico principal se basa en la presencia de la biodiversidad de especies que habitan la Reserva nacional Pingüino de Humboldt en las islas colindantes al poblado (la isla Damas, la isla Choros y la isla Chañaral), lo que ha concitado el interés por turistas, generando recursos económicos derivados al turismo en la zona.

## Administración
Administrativamente, la caleta pertenece a la comuna de La Higuera y pertenece a la capitanía de puerto de Coquimbo.

## Demografía
Según estimaciones gubernamentales, existe una población fija de 318 personas, distribuidas en 131 hombres y 187 mujeres.

## Controversia ecológica
En el gobierno de Sebastián Piñera el presidente rechazó, luego de grandes presiones sociales, la construcción de una central termoeléctrica a 20 km de distancia de la isla Choros, tras varias reuniones de las autoridades regionales y la posterior protesta popular de grupos ecologistas y famosos que evitaron la construcción de la planta de energía.

## Galería

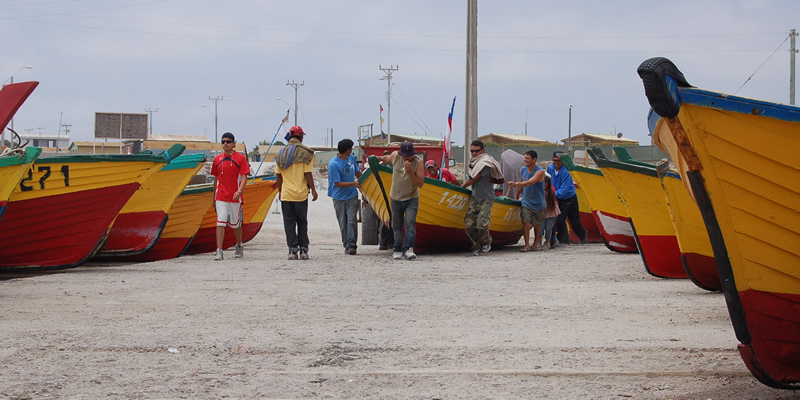
Grupo de Pescadores en la caleta.
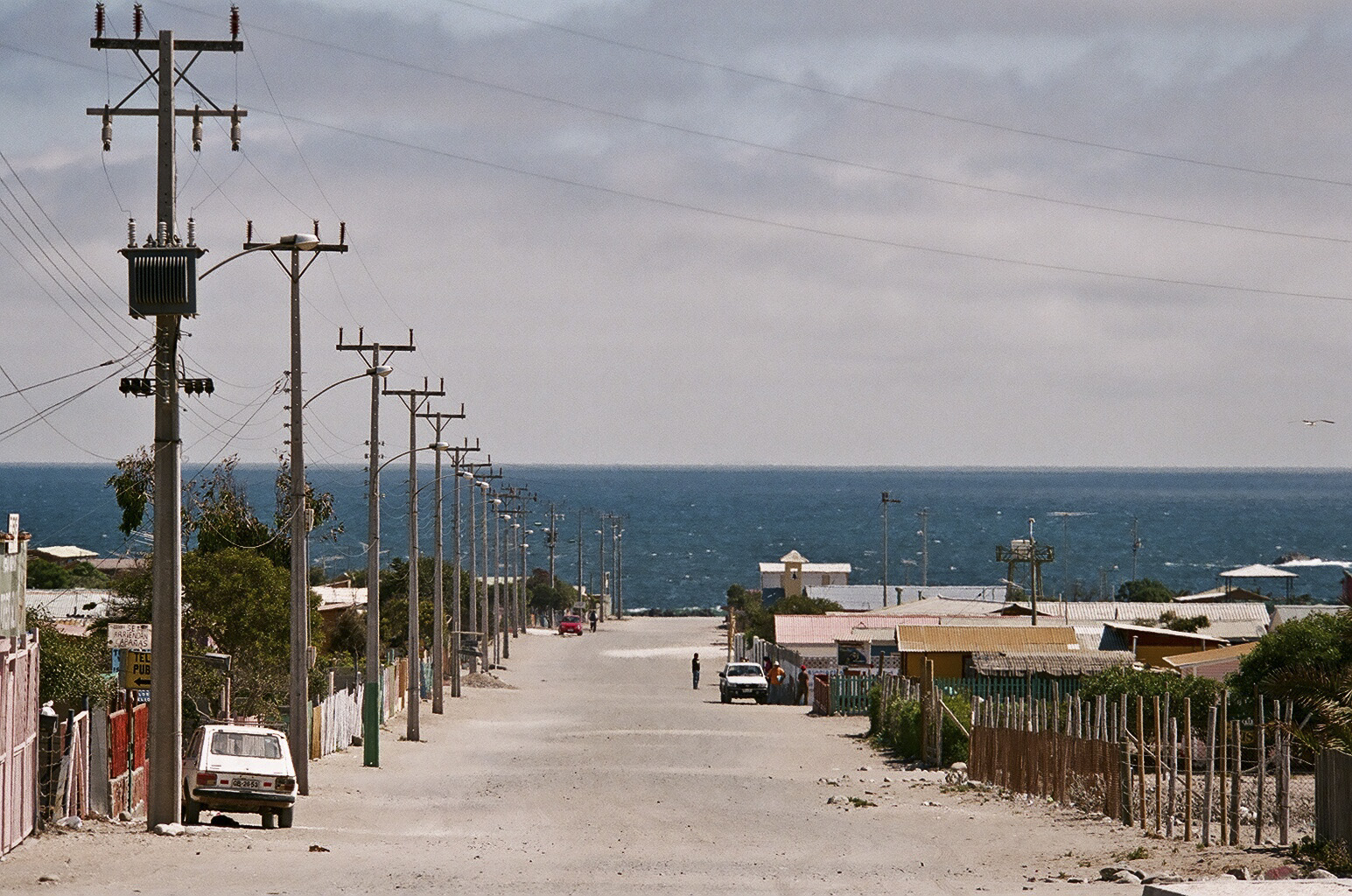
Poblado cercano a la caleta Punto Choros.
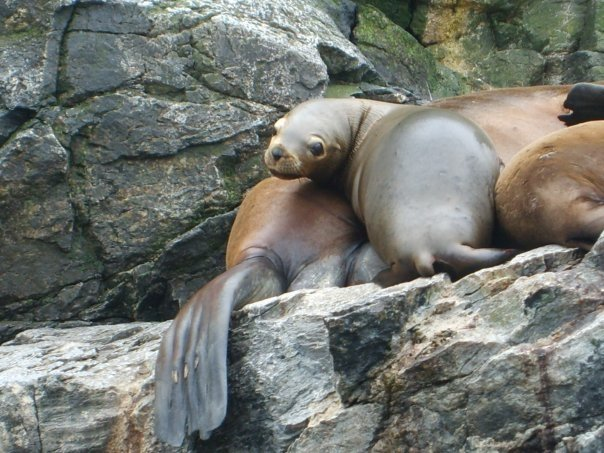
Lobos marinos en Punta de Choros.